# Temnadenia stenantha
Temnadenia stenantha är en oleanderväxtart som beskrevs av R. E. Woodson. Temnadenia stenantha ingår i släktet Temnadenia och familjen oleanderväxter. Inga underarter finns listade i Catalogue of Life.